# COLD FAREWELL
『COLD FAREWELL』（コールド・フェアウェル）は、中島みゆきがmiss M.名義でカナダ限定発売されたベスト・アルバムである。

## 解説
カナダ市場へ向けたベスト・アルバムである。Miyuki Nakajima名義ではなく、miss M.名義である。これはカナダのレコード会社が「ミユキ・ナカジマという東洋的な名前にこだわる必要のない作品だ」という意向によるもの。
12枚目のアルバム『御色なおし』からの楽曲が多く選曲されており、アルバムジャケットは、表と裏共に10枚目のアルバム『予感』の別カットである。

## 収録曲
| 全作詞・作曲: 中島みゆき。 |                                                |            |            |          |              |      |
| #                          | タイトル                                       | 作詞       | 作曲・編曲 | 編曲     | 収録作品     | 時間 |
| 1.                         | 「CAMOFLAGE」(カム・フラージュ)                | 中島みゆき | 中島みゆき | チト河内 | 御色なおし   | 4:08 |
| 2.                         | 「LET ME DANCE ALONE」(ひとりぽっちで踊らせて) | 中島みゆき | 中島みゆき | チト河内 | 御色なおし   | 4:44 |
| 3.                         | 「LONELY FACE」(孤独の肖像)                    | 中島みゆき | 中島みゆき | 後藤次利 | 孤独の肖像   | 5:40 |
| 4.                         | 「CYNICAL MOON」(シニカル・ムーン)             | 中島みゆき | 中島みゆき | 倉田信雄 | はじめまして | 4:17 |
| 5.                         | 「THE SEA AND THE JEWELS」(海と宝石)           | 中島みゆき | 中島みゆき | 告井延隆 | 御色なおし   | 2:42 |
| 合計時間:                  | 合計時間:                                      | 合計時間:  | 合計時間:  | 21:31    |              |      |

| 全作詞・作曲: 中島みゆき。 |                                           |            |            |                             |              |      |
| #                          | タイトル                                  | 作詞       | 作曲・編曲 | 編曲                        | 収録作品     | 時間 |
| 1.                         | 「COLD FAREWELL」(つめたい別れ)           | 中島みゆき | 中島みゆき | 倉田信雄                    | つめたい別れ | 3:40 |
| 2.                         | 「CHILD AS INNOCENT AS MOON」(月の赤ん坊) | 中島みゆき | 中島みゆき | 倉田信雄                    | miss M.      | 4:10 |
| 3.                         | 「BAD GIRL」(悪女)                        | 中島みゆき | 中島みゆき | 船山基紀                    | 悪女         | 4:01 |
| 4.                         | 「SPARROW」(すずめ)                       | 中島みゆき | 中島みゆき | 告井延隆                    | 御色なおし   | 4:37 |
| 5.                         | 「FAREWELL CHIMES」(さよならの鐘)         | 中島みゆき | 中島みゆき | 山下三智夫&クリスタルキング | 御色なおし   | 4:55 |
| 合計時間:                  | 合計時間:                                 | 合計時間:  | 合計時間:  | 21:23                       |              |      |

## 楽曲解説

### A面
1. CAMOFLAGE (カム・フラージュ)
  - アルバム『御色なおし』収録。1983年柏原芳恵の提供曲。
2. LET ME DANCE ALONE (ひとりぽっちで踊らせて)
  - アルバム『御色なおし』収録。1979年研ナオコの提供曲。
3. LONELY FACE (孤独の肖像)
  - シングル「孤独の肖像」収録。
4. CYNICAL MOON (シニカル・ムーン)
  - アルバム『はじめまして』収録。
5. THE SEA AND THE JEWELS (海と宝石)
  - アルバム『御色なおし』収録。1983年松坂慶子の提供曲。

### B面
1. COLD FAREWELL (つめたい別れ)
  - シングル「つめたい別れ」収録。このアルバムのためにエディットが施されており、イントロの後1番カットと2番の歌い出しからリフ終わりの歌い終わりの部分までしか収録されておらず、最終的にフェードアウトされている。スティーヴィー・ワンダーがハーモニカの演奏を行っているラスト・ソロは完全カットされている。（それが関係しているのか、スティヴィー・ワンダーの名前がクレジットされていない）
2. CHILD AS INNOCENT AS MOON (月の赤ん坊)
  - アルバム『miss M.』収録。
3. BAD GIRL (悪女)
  - シングル「悪女」収録。
4. SPARROW (すずめ)
  - アルバム『御色なおし』収録。1981年増田けい子の提供曲。
5. FAREWELL CHIMES (さよならの鐘)
  - アルバム『御色なおし』収録。1978年グラシェラ・スサーナの提供曲。